# 上奧里希夫卡
48°21′21″N 39°20′34″E / 48.35583°N 39.34278°E
上奧里希夫卡（烏克蘭語：Верхня Оріхівка）是位於烏克蘭東部的村莊，由盧甘斯克州卢甘斯克区的盧圖希內市鎮負責管轄。該村始建於1924年，面積0.17平方公里，海拔高度133米，2001年人口135，人口密度每平方公里775.9人。